# 阿布·哈夫斯·哈希米·庫拉希
阿布·哈夫斯·哈希米·庫拉希（阿拉伯语：أبو حفص الهاشمي القرشي）為伊斯蘭國的第五任哈里發（2023年8月3日—2025年3月14日）。伊斯蘭國發言人阿布·胡達法·安薩里在前任哈里發阿布·侯赛因·侯赛尼·库拉希死亡後四個月，透過一段錄音宣布他的地位。
2025年3月14日，阿拉伯電視台報道，伊拉克總理穆罕默德·希亞·蘇達尼表示，伊拉克和敘利亞ISIS頭目已被擊斃，伊拉克安全部隊與以美國為首的聯盟聯手打擊該激進組織，擊斃了阿布·哈夫斯·哈希米·庫拉希。

## 生平
目前關於阿布·哈夫斯的早年仍知之甚少，伊斯蘭國方面只表示他是長年效忠該組織的老兵。在前任哈里發阿布·侯赛因·侯赛尼·库拉希死亡後，伊斯蘭國舒拉委員會便開始討論合適的伊斯蘭國領導人，最後舒拉委員會同意任命阿布·哈夫斯為領導人，後者在2023年8月3日正式接管伊斯蘭國的領導權。伊斯蘭國官方發言人阿布·侯赛因·侯赛尼·库拉希在阿爾弗坎媒體基金會（伊斯蘭國主要媒體）播放的錄音中宣布其為第五任哈里發。由於該公告還引用了中世紀伊斯蘭學者（如馬扎里與納瓦維）的觀點來支持阿布·哈夫斯的地位，一些研究人員認為阿布·哈夫斯的崛起在伊斯蘭國高層中一直存在爭議。基於這些問題的存在，努雷丁認為高層有必要引用過去的著名學者來加強對阿布·哈夫斯效忠的有效性。然而，研究員艾曼·賈瓦德·塔米米並不同意這個觀點，而是認為引用馬扎里與納瓦維這事只是為了強調，儘管阿布·哈夫斯「似乎基於安全因素而蒙上了神秘的面紗」，但其仍然可以成為一名有效的伊斯蘭國領導人。總之，塔米米將阿布·哈夫斯描述為「影子哈里發」與「無臉哈里發」中的第三位，與伊斯蘭國的頭兩位哈里發相比，大眾對於他以及他的前兩任哈里發阿布·哈桑·哈希米·庫拉希與阿布·海珊·侯賽尼·庫拉希都知之甚少。
伊斯蘭國在全球的分支很快就立刻向阿布·哈夫斯宣誓效忠，包括較大的分支伊斯蘭國西非省與小分支伊斯蘭國葉門省。位於蘇丹的小組織也前來宣誓效忠，然而他的存在並未得到伊斯蘭國的承認。阿布·哈夫斯就任後，伊斯蘭國亦開始在敘利亞捲土重來，其部隊加碼了對阿薩德政府與平民的襲擊。儘管如此，從這些年伊斯蘭國領導人接連被刺的證據可以表明，該組織在敘利亞與伊拉克仍面臨著巨大的壓力。無論如何，阿布·哈夫斯與餘下的伊斯蘭國政府似乎仍堅定留在原地，而非另遷他地，他們仍認為中東是他們的核心地帶。

### 引用
1. ↑  优素福·卡热达维声明：“根据伊斯兰教法，伊斯兰国发表的声明是无效的，对伊拉克的逊尼派和叙利亚的叛乱具有危险的后果”，并补充说哈里发“只能由整个穆斯林国家授予”，而不能由一个团体授予。 Strange, Hannah. . The Telegraph. 2014-07-05  [2014-07-06]. （原始内容存档于2022-01-12）.
2. ↑  Bunzel, Cole. . www.jihadica.com.   [2020-01-02]. （原始内容存档于2020-01-02） （美国英语）.
3. ↑  Hamid, Shadi. . Brookings. 2016-11-01  [2020-02-05]. （原始内容存档于2020-04-01） （美国英语）.
4. 1 2 3  Al-Tamimi 2023，第20頁.
5. ↑  . Al Jazeera. 3 August 2023  [3 August 2023]. （原始内容存档于3 August 2023）.
6. ↑  . Reuters. August 3, 2023  [3 August 2023]. （原始内容存档于3 August 2023）.
7. ↑  Al-Tamimi 2023，第16, 20頁.
8. ↑  Zenn 2023.
9. ↑  Al-Tamimi 2023，第19–20頁.

## 外部連結
- 维基共享资源上的相關多媒體資源：阿布·哈夫斯·哈希米·庫拉希

| 統治者頭銜                         | 統治者頭銜                             | 統治者頭銜    |
| ---------------------------------- | -------------------------------------- | ------------- |
| 前任者： 阿布·侯赛因·侯赛尼·库拉希 | 伊斯兰国第五任哈里发 2023年至2025年3月 | 繼任者： 現任 |